# Вътрешен одит
Вижте пояснителната страница за други значения на Одит.
Вътрешният одит е независима и обективна дейност за предоставяне на увереност и консултиране, предназначена да носи полза и да подобрява дейността на организацията. Вътрешният одит помага на организацията да постигне целите си чрез прилагането на систематичен и дисциплиниран подход за оценяване и подобряване ефективността на процесите на управление на риска, контрол и управление.
Рамката за осъществяването и развитието на вътрешния одит се дава в Международните стандарти за професионалната практика по вътрешен одит. Спазването на концепциите, заложени в задължителните указания е изключително важно и определящо за извъшването на вътрешен одит.
Вътрешният одит се осъществява чрез изпълнение на конкретни одитни ангажименти за даване на увереност или консултиране. Осъществява се при спазване принципите на компетентност и професионална грижа, независимост в рамките на организацията, обективност, почтеност и поверителност.
Одитният ангажимент за даване на увереност се изразява в предоставяне на обективна оценка на доказателствата от вътрешния одитор с цел да се предостави независимо мнение или извод относно процес, система или друг обект на одита. Естеството и обхватът на ангажимента за даване на увереност се определят от вътрешния одитор.
Одитният ангажимент за консултиране се изразява в даване на съвет, мнение, обучение и други, предназначени да подобряват процесите на управление на риска и контрола без вътрешният одитор да поема управленска отговорност за това. Одитния ангажимент за консултиране се извършва по инициатива на ръководителя на организацията. Естеството и обхватът на консултантския ангажимент се определят съвместно с ръководителя на организацията.
Дейността по вътрешен одит се осъществява по стратегически и годишни планове, изготвени въз основа на оценката на риска.